# Billbergia
Billbergia is een geslacht van bloeiende planten dat deel uitmaakt van de bromeliafamilie en de onderfamilie Bromelioideae. Het geslacht is vernoemd naar de Zweedse bioloog Gustaf Johan Billberg (1772-1844).
De meer dan 60 Billbergia-soorten komen van nature voor in de tropische oerwouden van Mexico tot Zuid-Brazilië en Noord-Argentinië. De soorten leven epifytisch op bomen. Wanneer ze uit hun boom vallen, schieten ze gewoon wortel op de grond en groeien daar verder.

## Beschrijving
De planten hebben vaak stugge bladeren die groeien in rozetten. De bladeren zijn vaak getand en zijn omgebogen tot gootjes die het water opvangen. Aan de basis van het blad bevindt zich een schede, die een waterhoudende bladkoker vormt. De bladeren kunnen gevlekt, gestreept, bont, of gewoon groen zijn. De meeste Billbergia-soorten hebben een hangende bloeiwijze, maar bij sommige soorten staan de bloemen rechtop. De bloemen hebben vaak een variëteit aan kleuren zoals paars, roze, blauw, geel, groen of wit. De bloemen groeien uit het hart van de rozet.

## Billbergia als kamerplant
Twee Billbergia's zijn veel in cultuur als kamerplant: Billbergia nutans en Billbergia × windii (= Bilbergia nutans × decora). Vooral de eerste is een onverwoestbare kamerplant. De bloeitijd is afhankelijk van de temperatuur tijdens de overwintering: staat de plant 's winters koud, dan valt de bloei in de nazomer; overwintert hij in de huiskamer, dan bloeit hij al in de lente.

## Enkele soorten
| - Billbergia acreana - Billbergia alfonsi-joannis - Billbergia amandae - Billbergia amoena - Billbergia brachysiphon - Billbergia bradeana - Billbergia brasiliensis - Billbergia buchholtzii - Billbergia cardenasii - Billbergia castelensis - Billbergia chiapensis - Billbergia chlorantha - Billbergia × claudioi - Billbergia cylindrostachya - Billbergia dasilvae - Billbergia decora - Billbergia distachia - Billbergia elegans - Billbergia eloiseae - Billbergia euphemiae - Billbergia formosa - Billbergia horrida | - Billbergia incarnata - Billbergia iridifolia - Billbergia issingiana - Billbergia jandebrabanderi - Billbergia kautskyana - Billbergia kuhlmannii - Billbergia laxiflora - Billbergia leptopoda - Billbergia lietzei - Billbergia lymanii - Billbergia macracantha - Billbergia macrocalyx - Billbergia macrolepis - Billbergia magnifica - Billbergia manarae - Billbergia mexicana - Billbergia meyeri - Billbergia microlepis - Billbergia minarum - Billbergia morelii - Billbergia nana - Billbergia nutans | - Billbergia oxysepala - Billbergia pallidiflora - Billbergia pohliana - Billbergia porteana - Billbergia pyramidalis - Billbergia reichardtii - Billbergia robert-readii - Billbergia rosea - Billbergia rubicunda - Billbergia rupestris - Billbergia sanderiana - Billbergia saundersii - Billbergia seidelii - Billbergia stenopetala - Billbergia tessmannii - Billbergia tweedieana - Billbergia velascana - Billbergia violacea - Billbergia viridiflora - Billbergia vittata - Billbergia × windii - Billbergia zebrina |

## Afbeeldingen

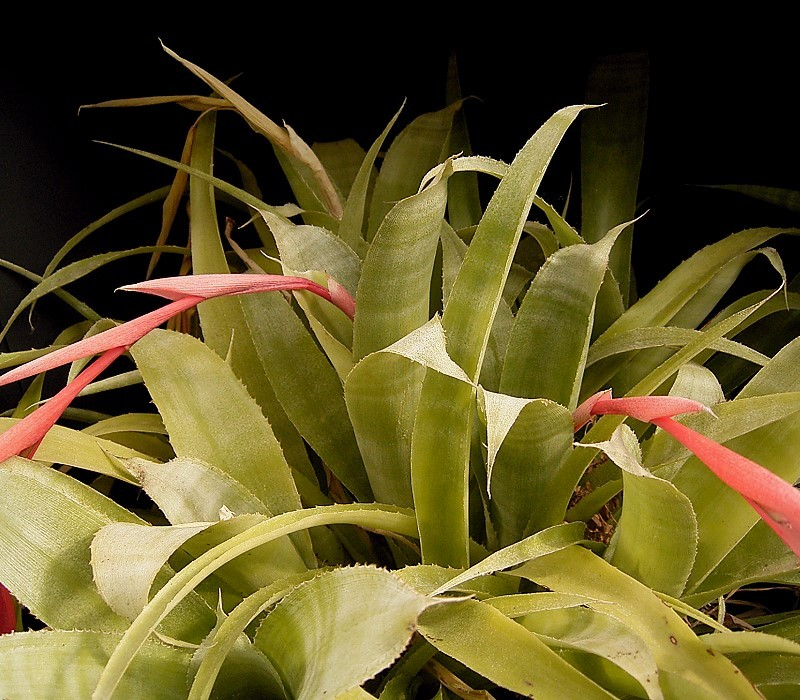
Billbergia ×windii in bloei
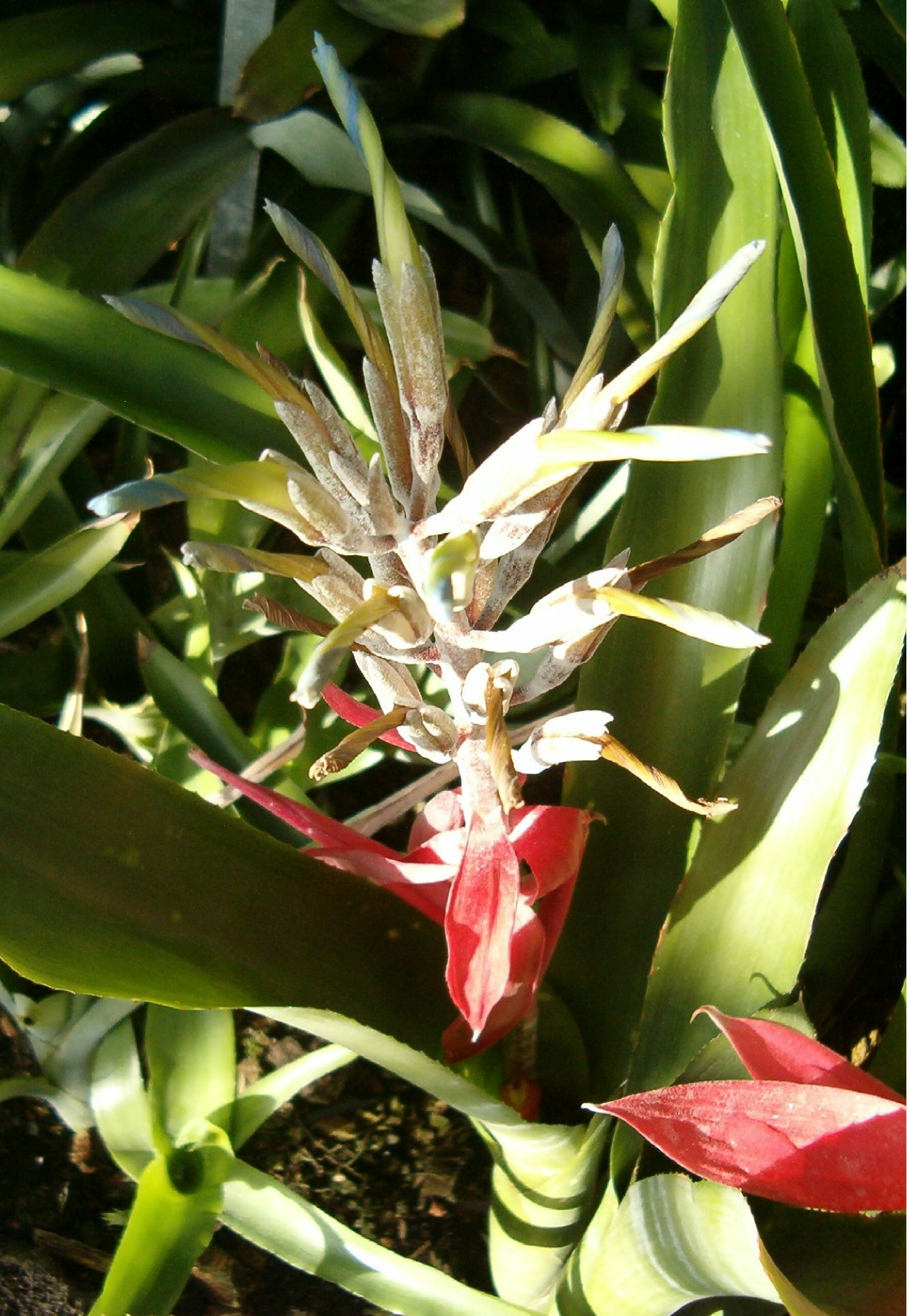
Billbergia macrocalyx
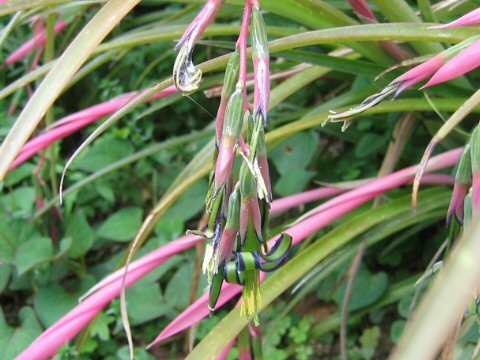
Billbergia nutans
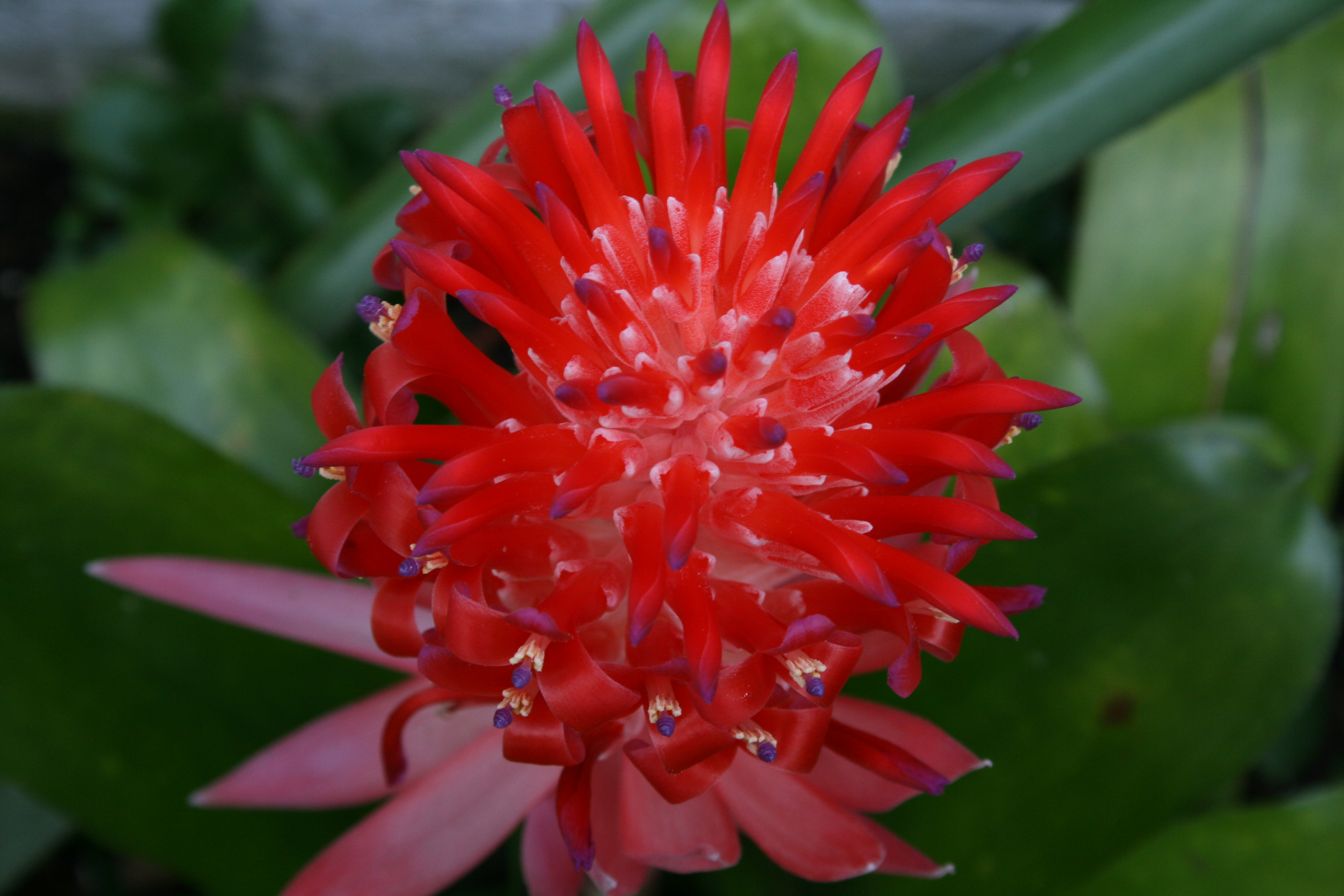
Billbergia pyramidalis in bloei
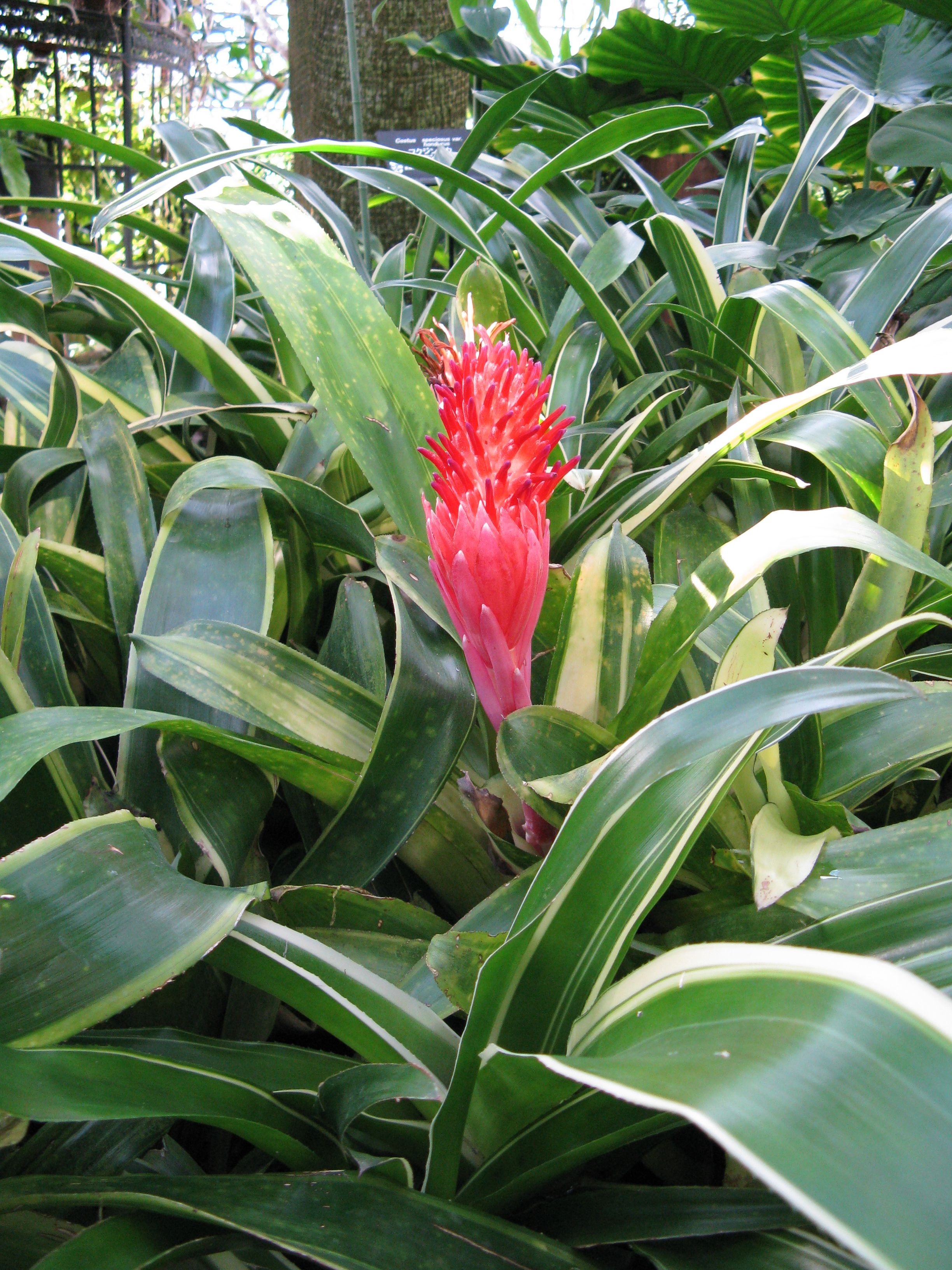
Billbergia pyramidalis 'Variegata'
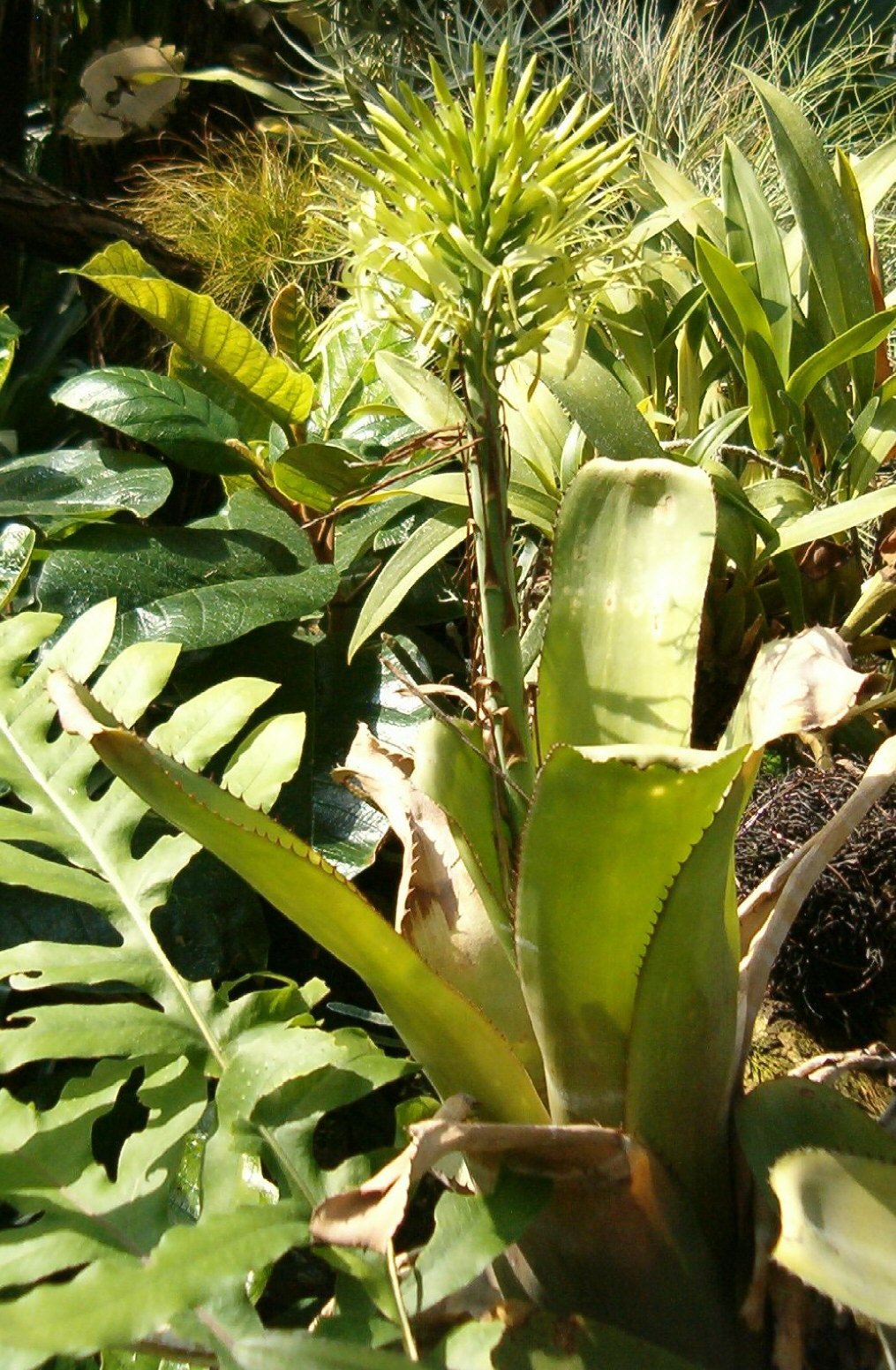
Billbergia horrida